# Himalaya-Langfußfledermaus
Die Himalaya-Langfußfledermaus (Myotis siligorensis) ist eine Art der Mausohren (Myotis) innerhalb der Fledermäuse (Chiroptera). Sie kommt vom südlichen China bis nach Südostasien vor.

## Merkmale
Die Himalaya-Langfußfledermaus ist eine kleine Fledermausart. Sie erreicht eine Kopf-Rumpf-Länge von 40 bis 41 Millimetern und eine Schwanzlänge von 25 bis 38 Millimetern. Die Hinterfüße haben eine Länge von 6 bis 8 Millimetern. Die Ohren messen 8 bis 13 Millimeter. Das Fell ist am Rücken rauchgrau, die Bauchseite ist graubraun. Die Hinterfüße sind etwa so lang wie die halbe Länge der Schienbeine (Tibiae). Die Unterarmlänge beträgt 31 bis 36 Millimeter, der Calcar ist deutlich gekielt und die schwarze Flughaut setzt am basalen Teil der Zehen an.
Der Schädel hat eine Gesamtlänge von etwa 13 Millimeter. Die oberen Eckzähne (Canini) sind nur schwach entwickelt, die unteren Eckzähne sind etwa so lang wie der große Prämolar p4 des Unterkiefers. Der zweite obere Prämolar P3 ist sehr klein und steht in der Zahnreihe.

## Verbreitung
Die Himalaya-Langfußfledermaus kommt von Südasien und dem südlichen China bis Südostasien vor. In China ist die Art in den südlichen Provinzen Yunnan und Guangdong sowie auf der Insel Hainan dokumentiert. In Südasien kommt sie in Nepal und den Norden Indiens in Meghalaya, Sikkim, Uttarakhand und Westbengalen vor und in Südostasien ist sie vom nördlichen und zentralen Myanmar über Thailand, Laos, Vietnam, sowie wahrscheinlich Kambodscha und die Malaiische Halbinsel vor. Sie wurde zudem aus Sabah auf der Insel Borneo dokumentiert. Die Höhenverbreitung in Indien und Nepal reicht von etwa 915 bis 2770 Meter, in Myanmar von etwa 1000 bis 1600 Meter.

## Lebensweise
Die Himalaya-Langfußfledermaus lebt in Sekundärwaldgebieten des Flachlandes sowie in höheren Lagen des Himalaya entlang von Flüssen und im Bereich von Höhlen. Die Rast findet in Felsspalten und in alten Gebäuden statt, wo sie in der Regel mit wenigen Individuen zusammenleben. Sie bilden jedoch auch Kolonien, wobei aus China Kolonien mit bis zu 1200 Tieren in Höhlen dokumentiert sind. In Laos stammen Nachweise aus Kalksteingebieten und in Vietnam werden sie in Primär- und Sekundärwäldern gefunden. In Thailand wurden Tiere der Art an kleinen Flüssen in immergrünen Trockenwäldern gefunden.

## Systematik
Die Himalaya-Langfußfledermaus wird als eigenständige Art den Mausohren (Gattung Myotis) zugeordnet. Die wissenschaftliche Erstbeschreibung stammt von dem Naturforscher Thomas Horsfield aus dem Jahr 1855, der sie anhand von Individuen aus Siligori in Nepal als Vespertilio siligorensis beschrieb. Wahrscheinlich stellt die Art einen Artenkomplex mehrerer voneinander getrennter Arten dar.
Innerhalb der Art werden mit der Nominatform vier Unterarten unterschieden:
- Myotis siligorensis siligorensis
- Myotis siligorensis alticraniatus
- Myotis siligorensis sowerbyi
- Myotis siligorensis thaianus

## Gefährdung und Schutz
Die Art wird von der International Union for Conservation of Nature and Natural Resources (IUCN) aufgrund des großen Verbreitungsgebietes und der angenommenen großen Bestände als nicht gefährdet (least concern) eingestuft. Potenzielle bestandsgefährdende Risiken für die Art als Ganzes bestehen nicht, in Teilen Südasiens ist sie wie andere Arten jedoch von Lebensraumverlusten durch Entwaldungen und die Umwandlung von Wäldern in landwirtschaftliche Flächen betroffen. In einigen Regionen sind die Bestände entsprechend rückläufig.

## Belege
1. 1 2 3 4 5 6  Don E. Wilson: Himalayan Whiskered Myotis. In: Andrew T. Smith, Yan Xie: A Guide to the Mammals of China. Princeton University Press, 2008; S. 380, ISBN 978-0-691-09984-2.
2. 1 2 3 4 5 6  Myotis siligorensis in der Roten Liste gefährdeter Arten der IUCN 2017-3. Eingestellt von: A.M. Hutson, T. Kingston, S. Molur, C. Srinivasulu, 2016. Abgerufen am 2. Februar 2018.
3. 1 2  Don E. Wilson & DeeAnn M. Reeder (Hrsg.): Myotis siligorensis in Mammal Species of the World. A Taxonomic and Geographic Reference (3rd ed).